# Gary Ray Bowles

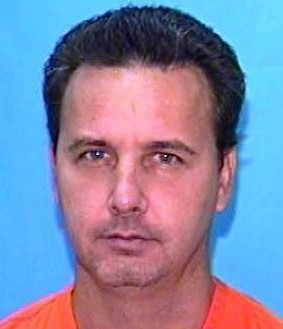
Gary Ray Bowles, undatiertes Gefängnisfoto

Gary Ray Bowles (* 25. Januar 1962 in Clifton Forge, Virginia; † 22. August 2019 im Florida State Prison, Florida) war ein US-amerikanischer Serienmörder, der wegen des Mordes an sechs homosexuellen Männern im Jahr 1994 zum Tode verurteilt und 2019 hingerichtet wurde. Häufig wird er als I-95-Killer bezeichnet, da die meisten seiner Opfer in der Nähe der Autobahn Interstate 95 lebten.

## Kindheit und Jugend
Bowles wurde in Clifton Forge, Virginia, geboren und wuchs in Rupert, West Virginia auf. Sein Vater Frank, der als Bergmann arbeitete, starb sechs Monate vor seiner Geburt an Anthrakose, seine Mutter Frances heiratete darauf mehrmals. Bowles wurde von seinem zweiten Stiefvater, einem gewalttätigen Alkoholiker, missbraucht, der auch Bowles’ Mutter und seinen älteren Bruder missbrauchte. Der Missbrauch dauerte an, bis Bowles sich im Alter von 13 Jahren gegen seinen Stiefvater wehrte und ihn dabei schwer verletzte. Kurz darauf verließ Bowles sein Zuhause, weil seine Mutter sich entschied, bei ihrem gewalttätigen Ehemann zu bleiben. In den folgenden Jahren wurde Bowles obdachlos und verdiente sein Geld als Callboy.:2 1982 wurde er festgenommen, als er seine Freundin geschlagen und sexuell missbraucht hatte. Deswegen wurde er zu sechs Jahren Gefängnis verurteilt. 1991 wurde er nach seiner Haftentlassung wegen unbewaffneten Raubüberfalls beim Diebstahl der Handtasche einer älteren Frau zu vier weiteren Jahren Haft verurteilt; er wurde in zwei Fällen freigesprochen.

## Morde
Sein erstes Opfer, den 59-jährigen John Hardy Roberts, tötete Bowles am 15. März 1994 in Daytona Beach. Dieser hatte ihm zuvor eine vorübergehende Bleibe angeboten. Bowles schlug auf ihn ein und erwürgte ihn, hinterher stahl er seine Kreditkarte. Für die Polizei war Bowles von Beginn der Ermittlungen der Hauptverdächtige, da sie seine Fingerabdrücke und Bewährungsunterlagen am Tatort gefunden hatten.:4 In den folgenden sechs Monaten ermordete Bowles fünf weitere Männer in Nassau County, Jacksonville, Savannah, Atlanta und Wheaton sowie Montgomery County. Sein Modus Operandi bestand darin, sich seinen Opfern zu prostituieren, bevor er auf sie einschlug, sie bis zum Tode würgte und anschließend ihre Kreditkarten stahl. Für seine vier bekannten Opfer wurde Bowles vom FBI unter den zehn meistgesuchten flüchtige Verbrechern des Landes gezählt. Am 22. Oktober 1995 wurde Bowles wegen des Mordes an Walter Jamelle Jay Hinton festgenommen und gestand alle sechs Morde.

## Urteil und Hinrichtung
Im Mai 1996 bekannte sich Bowles vor Gericht schuldig, Walter Jamelle Hinton am 17. November 1994 in Jacksonville ermordet zu haben. Hinton starb, nachdem Bowles seinen Kopf mit einem 18 kg schweren Trittstein getroffen hatte, während Hinton schlief. Bowles wurde für den Mord an Hinton zum Tode verurteilt. Im August 1997, während Bowles wegen der Ermordung von Hinton in der Todeszelle saß, bekannte er sich schuldig, Roberts 1994 erschlagen und erwürgt zu haben. Bowles wurde in drei weiteren Fällen des Mordes für schuldig befunden und zum Tode verurteilt. Der Oberste Gerichtshof von Florida hob das Urteil auf, als festgestellt wurde, dass das Gericht einen Fehler begangen hatte, als es der Jury erlaubt wurde, die Aussage Bowles’ zu hören, „dass er Homosexuelle hasse und die Opfer schwul waren“. Er erhielt eine neue Strafmaßanhörung und wurde 1999 erneut zum Tode verurteilt.
Bowles wurde 25 Jahre nach den Morden am 22. August 2019 im Florida State Prison in Starke durch die Giftspritze hingerichtet. Bowles aß als Henkersmahlzeit drei Cheeseburger, Pommes frites und Speck.

## Opfer
1. 15. März 1994: John Hardy Roberts (59)
2. 14. April 1994: David Alan Jarman (39)
3. 4. Mai 1994: Milton Joseph Bradley (72)
4. 13. Mai 1994: Alverson Carter Jr. (47)
5. 18. Mai 1994: Albert Morris (38)
6. 16. November 1994: Walter „Jay“ Hinton (47)